# Irmgard Vilsmaier
Irmgard Vilsmaier (* 4. April 1970 in Frontenhausen, Niederbayern) ist eine deutsche Opernsängerin (Sopran).

## Leben
Nach dem Besuch der Realschule in ihrer Geburtsstadt beendete Irmgard Vilsmaier ihr Studium am Meistersinger-Konservatorium in Nürnberg mit Auszeichnung. Sie wurde anschließend Mitglied im Opernstudio an der Bayerischen Staatsoper München und später Ensemblemitglied am Tiroler Landestheater Innsbruck unter der Leitung von Brigitte Fassbaender. Seit 2001 ist sie freischaffend tätig.
Vilsmaier sang an verschiedenen Opernhäusern in Europa und Übersee und wirkte bei mehreren Festivals mit. Dabei arbeitete sie mit namhaften Dirigenten und bekannten Regisseuren zusammen. So sang sie etwa im Royal Opera House in London, an der Wiener Staatsoper, an der Bayerischen Staatsoper München, der Opéra Bastille in Paris, dem Gran Teatre del Liceu in Barcelona, der Nationaloper Estonia in Tallinn, der Ungarischen Staatsoper in Budapest, der Seattle Opera, der Canadian Opera Company in Toronto, der Semperoper in Dresden, den Nationaltheatern Mannheim und Weimar, den Staatsopern Hamburg und Stuttgart, dem Concertgebouw (Amsterdam), den Vlaamse Operas in Antwerpen und Gent, der Volksoper Wien, der Staatsoper Unter den Linden und der Komischen Oper Berlin, dem Festspielhaus Baden-Baden und dem Theater Trier. Die Sängerin wirkte bei den Salzburger Festspielen, beim Glyndebourne Festival Opera, dem Reinsberg Festival in Österreich und von 2000 bis 2004 bei den Bayreuther Festspielen mit.
Irmgard Vilsmaier ist mit dem Redakteur Jörgen Vilsmaier-Nissen verheiratet und lebt in Langenhorn (Nordfriesland).

## Repertoire (Auswahl)
- Die Primadonna in Venus und Adonis von Hans Werner Henze
- Gertrud, Mutter in Hänsel und Gretel von Engelbert Humperdinck
- Santuzza, eine junge Bäuerin in Cavalleria rusticana von Pietro Mascagni
- Mutter Maria Theresa vom hl. Augustin in Dialogues des Carmélites von Francis Poulenc (deutsch und französisch)
- Fata Morgana, Zauberin in Die Liebe zu den drei Orangen von Sergei Prokofjew
- Goneril, Tochter König Lears in Lear von Aribert Reimann
- Herodias in Salome von Richard Strauss
- Chrysothemis in Elektra von Richard Strauss
- Brünnhilde in Götterdämmerung und Die Walküre von Richard Wagner
- Gutrune in Götterdämmerung von Richard Wagner
- Isolde in Tristan und Isolde von Richard Wagner
- Brangäne in Tristan und Isolde von Richard Wagner
- Sieglinde in Die Walküre von Richard Wagner
- Kundry in Parsifal von Richard Wagner
- Venus in Tannhäuser von Richard Wagner
- Ortrud in Lohengrin von Richard Wagner
- Ghita, Lieblingszofe von Donna Clara in Der Zwerg von Alexander Zemlinsky